# 若草公園 (札幌市)
若草公園（わかくさこうえん）は、北海道札幌市北区北25条西7丁目に所在する公園。
コンビネーション遊具からはスネーク型のすべり台が伸び、また小山の斜面には人工石すべり台が設けられているなど、遊具に個性を持たせる工夫がなされている。
7月上旬から8月下旬にかけて開設される、大小2つの池を遊水路で結んだ水遊び場は、夏場の人気スポットである。

## 母子像「いのち」

いのち

園内にある母子像「いのち」は坂坦道の作品で、町内で起きた児童の交通事故を機に、交通安全祈念のため建てられた。
1977年（昭和52年）の建立当初はポリエステル樹脂製だったが、後にブロンズ像として建て直されている。
北区歴史と文化の八十八選のうち、「水辺と開墾の道」に属するNo.24として選定されている。